# Carex strigosula
Carex strigosula là một loài thực vật có hoa trong họ Cói. Loài này được Chatenier mô tả khoa học đầu tiên năm 1911.